# Schinus

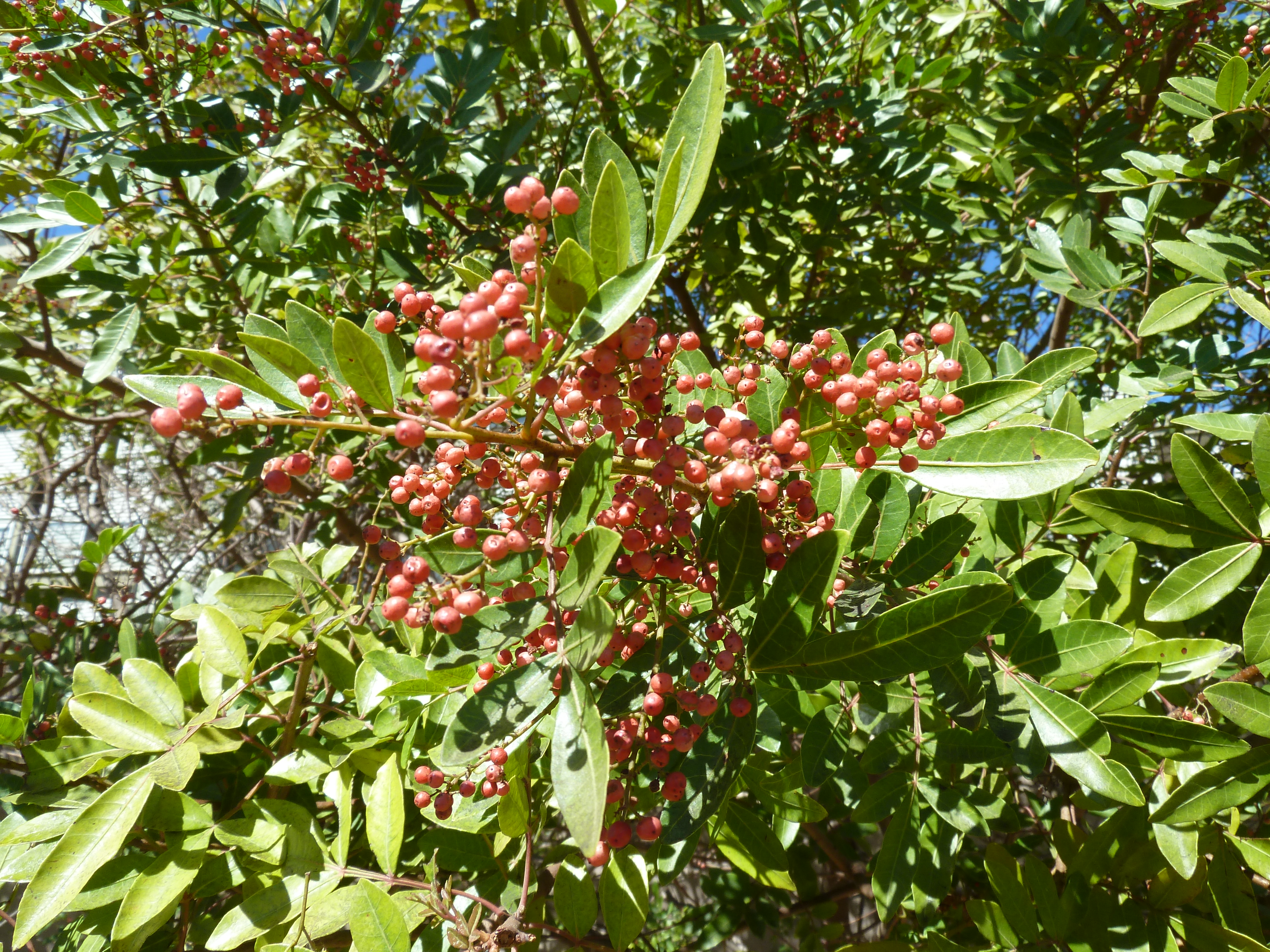
Schinus terebinthifolia

Schinus, mastykowiec (Schinus L.) – rodzaj roślin z rodziny nanerczowatych. Obejmuje 33 gatunki. Zasięg rodzaju obejmuje część Ameryki Południowej na południe od Ekwadoru i Brazylii z wyłączeniem Amazonii. Dwa gatunki – schinus peruwiański S. molle i S. terebinthifolia uprawiane są w strefie międzyzwrotnikowej i ciepłym klimacie strefy umiarkowanej. Drugi z tych gatunków w wielu miejscach dziczeje i jest inwazyjny, zwłaszcza w Australii, Południowej Afryce, na Maskarenach, w południowo-wschodnich Stanach Zjednoczonych i na Hawajach (uznany został za jeden ze 100 najbardziej inwazyjnych gatunków na świecie). W naturze rośliny te rosną w różnych lasach, na terenach skalistych i w dolinach rzek. Zawierają sok mleczny powodujący dermatozy. 
Schinus peruwiański zwany „drzewem pieprzowym” ma gorzkie, czerwone owoce wielkości pieprzu używane w Peru do doprawiania octu, poza tym jako zamiennik pieprzu (tzw. „pieprz peruwiański”). Żywica zwana „mastiksem amerykańskim” służy jako środek przeczyszczający i do kontrolowania płodności. Z nasion Inkowie przygotowywali napój odurzający. Sok mleczny wykorzystywany był leczniczo, a sok z gałęzi do konserwowania lin. Z liści pozyskiwano żółty barwnik. Owoce S. terebinthifolia także wykorzystywane są jako pieprz czerwony. Oba gatunki uprawiane są także jako ozdobne. S. polygama i S. latifolia wykorzystywane są do wyrobu napoju chicha.

## Morfologia
PokrójKrzewy i niskie drzewa, rzadko półkrzewy, rzadko też miewają pędy uzbrojone w ciernie, zwykle nagie.
LiścieZimozielone lub sezonowe, skrętoległe, ogonkowe, jednolistkowe lub nieparzystopierzasto złożone, rzadko parzystopierzasto złożone. Oś liścia często bywa oskrzydlona. Listki osadzone są na niej naprzeciwlegle lub skrętolegle.
KwiatyRośliny dwupienne, rzadziej jednopienne, o kwiatach drobnych, zebranych w wyrastające z kątów liści lub na szczytach pędów wiechy i kłosy, rzadko zebrane w pęczek. Kwiaty rozwijają się na członowanych szypułkach. Okwiat jest pięciokrotny, zwykle biały. Pręcików jest 10 w dwóch okółkach o różnej długości. Dysk miodnikowy 8–10-płatowy. Górna zalążnia z trzech owocolistków, jednokomorowa, z trzema szyjkami zakończonymi główkowatymi znamionami.
OwoceKuliste pestkowce, jasnoróżowe do ciemnoczerwonych, nagie lub owłosione. Egzokarp oddzielający się po dojrzeniu od reszty owocni, mezokarp żywiczny i mięsisty, przylega do zdrewniałego endokarpu.

## Systematyka
Pozycja systematyczna
Rodzaj z podrodziny Anacardioideae, rodziny nanerczowatych (Anacardiaceae).
Wykaz gatunków
- Schinus areira L.
- Schinus bumelioides I.M.Johnst.
- Schinus engleri F.A.Barkley
- Schinus fasciculata (Griseb.) I.M.Johnst.
- Schinus ferox Hassl.
- Schinus gracilipes I.M.Johnst.
- Schinus johnstonii F.A.Barkley
- Schinus kauselii F.A.Barkley
- Schinus latifolia (Gillies ex Lindl.) Engl.
- Schinus lentiscifolia Marchand
- Schinus longifolia (Lindl.) Speg.
- Schinus marchandii F.A.Barkley
- Schinus meyeri F.A.Barkley
- Schinus microphylla I.M.Johnst.
- Schinus molle L. – schinus peruwiański
- Schinus montana Engl.
- Schinus myrtifolia (Griseb.) Cabrera
- Schinus odonellii F.A.Barkley
- Schinus pampeana Bordignon & Vog.Ely
- Schinus patagonica (Phil.) I.M.Johnst. ex Cabrera
- Schinus pearcei Engl.
- Schinus pilifera I.M.Johnst.
- Schinus polygama (Cav.) Cabrera
- Schinus praecox (Griseb.) Speg.
- Schinus ramboi F.A.Barkley
- Schinus roigii Ruíz Leal & Cabrera
- Schinus sinuata (Griseb.) Engl.
- Schinus spinosa Engl.
- Schinus terebinthifolia Raddi
- Schinus uruguayensis (F.A.Barkley) Silva-Luz
- Schinus velutina (Turcz.) I.M.Johnst.
- Schinus venturii F.A.Barkley
- Schinus weinmanniifolia Engl.